# Alec Mango
Alec Mango (* 16. März 1911 in Paddington, London; † 7. November 1989 in Westminster, London) war ein britischer Schauspieler in Film, Fernsehen und Theater. Im Laufe seiner Karriere erschien er in über 70 Film- und Fernseh-Produktionen. Er galt als überaus wandlungsfähiger Charakterdarsteller. Eine seiner wohl bekanntesten Rollen war die des Don Julian Alvarado in Raoul Walshs Abenteuerfilm Des Königs Admiral.

## Leben und Karriere
Mango, der 1911 in Paddington geboren wurde, spielte die unterschiedlichsten Typen und Charaktere in einer ganzen Reihe von Filmen. Sein Spielfilmdebüt gab er 1939 in The Amazing Mr. Forrest von Regisseur Thornton Freeland. Es folgten Rollen in Filmen wie Abenteuer in Algier aus dem Jahre 1953 von Regisseur Jack Lee. 1958 sah man ihn an der Seite von Kerwin Mathews in Nathan Jurans Filmklassiker Sindbads siebente Reise. In dem 1959 gedrehten Kriegsfilmdrama Hügel des Schreckens spielte er unter der Regie von Robert Aldrich. 1960 trat er in Jack Shers Herr der drei Welten als Schauspieler in Erscheinung. In Bob McNaughts Historiendrama David und König Saul von 1960 sah man ihn in der Rolle des Kudruh. In dem Filmdrama We Shall See von 1964 mit Maurice Kaufmann und Faith Brook spielte er unter der Regie von Quentin Lawrence. 1966 folgte eine kleine Rolle in Basil Deardens Abenteuerepos Khartoum. In Vernon Sewells Kriegsdrama Some May Live aus dem Jahre 1967 agierte er neben Joseph Cotten, Martha Hyer und Peter Cushing. 1980 übernahm er einen kleinen Part in Moustapha Akkads Omar Mukhtar – Löwe der Wüste. 1986 sah man ihn in seiner letzten Kinorolle als Murray in Ken Russells Horrorfilm Gothic.
Eine seiner bekanntesten und vielleicht auch nachdrücklichsten Rollen spielte er 1951 in Raoul Walshs Abenteuerfilm Des Königs Admiral als größenwahnsinniger Diktator El Supremo alias Don Julian Alvarado, an der Seite von Gregory Peck, der auf der Literaturverfilmung Der Kapitän von Bestsellerautor C. S. Forester basiert.
Mango, der als Charakterdarsteller glänzte und eine beachtliche Leinwandkarriere hinlegte, wirkte in England von 1939 bis 1984 auch in zahlreichen Episoden von Fernsehserien und -filmen mit. Des Weiteren sah man ihn in verschiedenen Stücken auf der Bühne wie in dem Theaterstück The Balcony an der Seite von Selma Vaz Dias.
Alec Mango verstarb im November 1989 im Alter von 78 Jahren in London.

## Filmografie (Auswahl)

### Kino
- 1939: The Amazing Mr. Forrest
- 1944: Das Geisterhotel (The Halfway House)
- 1944: Fiddlers Three
- 1951: Des Königs Admiral (Captain Horatio Hornblower)
- 1952: His Excellency
- 1953: Abenteuer in Algier (South of Algiers)
- 1954: They Who Dare
- 1954: Up to His Neck
- 1954: Mask of Dust
- 1956: Private’s Progress
- 1956: Vincent van Gogh – Ein Leben in Leidenschaft (Lust for Life)
- 1956: Zarak Khan (Zarak)
- 1957: Der Mann, den keiner kannte (Interpol)
- 1957: Kostbare Bürde (The Shiralee)
- 1958: The Strange World of Planet X
- 1958: Der Mann ohne Nerven (The Man Inside)
- 1958: Sindbads siebente Reise (The 7th Voyage of Sinbad)
- 1959: Hügel des Schreckens (The Angry Hills)
- 1960: Herr der drei Welten (The 3 Worlds of Gulliver)
- 1960: David und König Saul (A Story of David)
- 1966: Khartoum
- 1967: Frankenstein schuf ein Weib (Frankenstein Created Woman)
- 1972: Harold und die Stripperin (Steptoe and Son)
- 1978: The Playbirds
- 1979: Confessions from the David Galaxy Affair
- 1980: Omar Mukhtar – Löwe der Wüste (Lion of the Desert)
- 1986: Gothic

### Fernsehen
- 1956–1957: Seeabenteuer (The Buccaneers, Fernsehserie, 11 Folgen)
- 1962/1964: Simon Templar (The Saint, Fernsehserie, 3 Folgen)
- 1963/1965: Mit Schirm, Charme und Melone (Fernsehserie, 2 Folgen)
- 1972: Das Haus am Eaton Place (Upstairs, Downstairs, Fernsehserie, 1 Folge)